# 青菱街道
青菱街道，是中华人民共和国湖北省武汉市洪山区下辖的一个乡镇级行政单位。

## 行政区划
青菱街道下辖以下地区：
建和社区、青菱社区、渔业社区、园艺社区、红霞社区、横堤村、火箭村、金塘村、杨泗村、石咀村、老桥村、杨林村、西湾村、建阳村、花园村、建群村和渔牧村。